# Kościół Świętego Krzyża w Gnieźnie

Kościół Świętego Krzyża w Gnieźnie – kościół murowany (wcześniej drewniany) według projektu Elsnera w stylu neogotyckim z lat 1834–1836. Jednonawowy, wieża czworoboczna, nakryta stożkowatym hełmem (wcześniej sygnaturka). Wewnątrz barokowy ołtarz główny z krucyfiksem z XVI w., tabernakulum drewniane, późnogotycka chrzcielnica ze sceną Zwiastowania. Posadzka marmurowa. Mieści się na cmentarzu grzebalnym przy ul. Świętokrzyskiej. Na tym cmentarzu pochowano m.in. Józefa Chociszewskiego oraz Marię Springer.

## Historia
Ufundowany w 1179 roku przez kanonika gnieźnieńskiego Przecława, który osadził tu sprowadzonych bożogrobców z Miechowa, którzy w 1243 przejęli również szpital na Grzybowie. Obecny kościół wybudowano w latach 1834–1836. W 1890 roku dobudowano wieżę. Cmentarz utworzono na początku XIX wieku. W latach 1803–1834 obok kościoła św. Krzyża mieścił się cmentarz ewangelicki.

## Przypisy

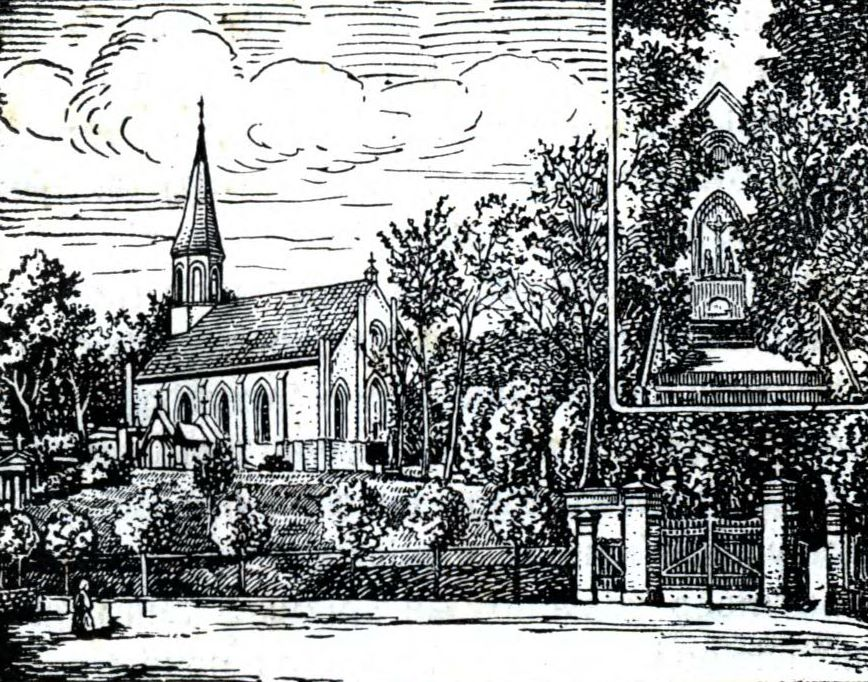
Rysunek kościoła z 1916 roku